# Eishockey in Lettland
| Eishockey in Lettland                                   | Eishockey in Lettland                                      |
| ------------------------------------------------------- | ---------------------------------------------------------- |
| Verband:                                                | Latvijas Hokeja Federācija                                 |
| Gegründet:                                              | 1930                                                       |
| IIHF-Mitglied seit:                                     | 22. Februar 1931, zw. 1947 und 1991 als Mitglied der UdSSR |
| Erstes Länderspiel:                                     |                                                            |
| Lettland 3:0 Litauen 27. Februar 1932 in Riga, Lettland |                                                            |
| Höchster Sieg                                           |                                                            |
| Lettland 32:0 Israel 16. März 1993 in Bled, Slowenien   |                                                            |
| Höchste Niederlage                                      |                                                            |
| Lettland 0:14 Kanada 20. Januar 1935 in Davos, Schweiz  |                                                            |
| Beste Platzierung der Herren:                           |                                                            |
| WM:                                                     | 3. Platz (2023)                                            |
| Olympia:                                                | 9. Platz (2002)                                            |
| Beste Platzierung der Frauen:                           |                                                            |
| WM:                                                     | 2. Platz Division I (insgesamt 11. Platz)                  |

Eishockey gilt als die beliebteste Sportart Lettlands. Lettland hat 5.119 registrierte männliche – inklusive Junioren etwa 7.000 Spieler – und 74 weibliche Eishockeyspieler, was etwa 0,35 % der Gesamtbevölkerung entspricht. Organisiert wird der Eishockeysport auf nationaler Ebene vom lettischen Eishockeyverband. In der IIHF-Weltrangliste nach Beendigung der Weltmeisterschaft 2023 liegt das lettische Herrenteam auf Platz zehn, die Damen belegen den 29. Rang.

## Geschichte

### Ursprünge
Das erste Eishockeyspiel auf lettischem Boden fand am 15. Februar 1909 statt, wobei sich die zwei Teams Union und Strēlnieka Dārzs gegenüberstanden. Es brauchte jedoch weitere 20 Jahre, um das bis dahin populäre Bandy zu verdrängen.
1929 begann der Rīgas Strādnieku Sports un Sargs, ein Sportverein der sozialistisch-demokratischen Arbeiterpartei Lettlands, statt Bandy das sogenannte kanadische Eishockey zu spielen. Das erste offizielle Spiel fand ein Jahr später, am 15. Februar 1930, zwischen Rīga Zentrum und einer Mannschaft aus Königsberg statt. Ein Mannschaftsmitglied aus Rīga war Brūno Kalniņš, der zu diesem Zeitpunkt im lettischen Parlament saß und später im politischen Exil in Schweden war.

### Die dreißiger und vierziger Jahre bis zum Ausbruch des Zweiten Weltkriegs
Die lettische Wintersportvereinigung begann 1930 die Sportart Eishockey zu unterstützen und schon 1931 wurde Lettland als Mitglied in die „Ligue Internationale de Hockey sur Glace“ (LIHG), der Vorläuferin der IIHF, aufgenommen. Mit der internationalen Anerkennung des Verbandes entstanden diverse Eishockeyklubs in den größeren Städten, unter anderem die Universitas Sports, Wanderer, Union, Armijas Sporta Klubs (ASK) aus Riga und Olimpiade aus Liepāja. Der Club der Sozialdemokraten bestand weiterhin, bevor er von dem Regime des Kārlis Ulmanis geschlossen wurde. Die genannten Vereine spielten nicht in einer geschlossenen Liga mit festem Spielplan, sondern kämpften in kleineren Turnieren um Titel. In den frühen Jahren des lettischen Eishockeys dominierte der ASK Riga die Spiele der Meisterschaft und wurde mehrfach lettischer Meister.

#### Die Anfänge der Nationalmannschaft
Das erste offizielle Spiel der lettischen Eishockeynationalauswahl, die sich aus reinen Amateuren zusammensetzte, fand am 27. Februar 1932 statt. Litauen wurde 3:0 geschlagen. Nur zwei Wochen später nahm das Nationalteam das erste Mal an der Europameisterschaft teil. Dabei erlebte die lettische Auswahl einen Sieg (3:0 gegen Rumänien) und drei Niederlagen (0:7 gegen die Tschechoslowakei, 0:1 gegen Frankreich und 2:5 gegen Großbritannien). In der Gesamtwertung belegte Lettland den achten Platz von neun Teilnehmerländern.
Ein Jahr später debütierte die Nationalmannschaft bei der Weltmeisterschaft in Prag. Bei den Weltmeisterschaften 1935 traf sie das erste Mal auf Kanada und verlor das Spiel mit 0:14. 1936 nahm Lettland zum ersten Mal an Olympischen Winterspielen teil, aber alle drei Spiele in Garmisch-Partenkirchen gingen verloren: 0:11 gegen Kanada, 2:9 gegen Polen und 1:7 gegen Österreich. Das erste Länderspiel gegen die USA datiert aus dem Jahr 1938, wo Lettland ein respektables 0:1 erreichen konnte. Weitere Länderspiele wurden meist auf dem Weg zu oder von Weltmeisterschaften im Rahmen von Freundschaftsspielen durchgeführt.
1939 verpflichtete der lettische Eishockeyverband den kanadischen Eishockeyspieler und Sportlehrer Larry Marsh, um die Nationalmannschaft für einen Monat zu trainieren. Die lettische Eishockey-Auswahl hatte bis 1940, dem Jahr der Besetzung durch die Sowjetarmee und dem Verlust der Unabhängigkeit, insgesamt 26 Spiele absolviert, darunter sechs Siege, 16 Niederlagen und vier Unentschieden bei einem Torverhältnis von 37:93.

#### Die Zeit der Besetzung
Der Ausbruch des Zweiten Weltkriegs und die Besetzung durch die Sowjetunion veränderte das lettische Eishockey zwar, aber beendete es nicht: Die Sowjets lösten die bisherigen Mannschaften auf und schufen neue, beispielsweise Dinamo Riga. Mit der Besetzung durch die Deutschen zwei Jahre später wurden die alten Teams wiedergegründet, außerdem entstanden weitere Mannschaften mit typisch lettischen Namen wie „Ledus Lāči, Daugavieši, Skrejošais Holandietis“ und „Ledus Simfonija“. Von 1944 bis 1945 wurde kein Eishockey gespielt. 1946 wurde Lettland aufgrund der Zugehörigkeit zur Sowjetunion aus der LIHG ausgeschlossen, und erst 1992, nachdem Lettland 1991 den lettischen Eishockeyverband gegründet hatte, wieder aufgenommen.

### Nachkriegszeit
Vor dem Zweiten Weltkrieg wurde in der Sowjetunion nicht Eishockey, sondern Bandy gespielt. Nach dem Krieg entschied die sportliche Führung, statt Bandy Eishockey einzuführen, da dieses als olympische Sportart anerkannt war. Für die Umsetzung dieses Plans fuhr eine sowjetische Delegation von Moskau nach Riga, die mit einer handschriftlichen russischen Übersetzung der kanadischen Eishockeyregeln dorthin zurückkehrte. Damit kann gesagt werden, dass ein Ursprung der russischen Eishockeytradition in Lettland liegt.
Schon zwei Jahre nach Ende des Zweiten Weltkriegs und der Eingliederung Lettlands in die Sowjetunion begann Dinamo Riga unter dem neuen Namen „Daugava Riga“ mit Spielern aus Vorkriegszeiten in der ersten sowjetischen Liga zu spielen. 1948 wurde Harijs Mellups bester Torhüter der Liga und wurde in die sowjetische Nationalmannschaft berufen. Mellups starb schon Anfang der fünfziger Jahre zusammen mit seinen Klubkameraden in der Nähe der russischen Stadt Swerdlowsk bei einem Flugzeugabsturz. Er war nicht nur ein herausragender Eishockeytorwart, sondern auch ein großartiger Stürmer im Fußball, da bis in die fünfziger Jahre viele Sportler im Winter Eishockey und im Sommer Fußball spielten. Außer Daugava gab es weitere Mannschaften wie Rīgas Vagonbūves Rūpnīca (Club des lettischen Waggonwerk RVR), „Spartaks“, „VEF“ und Latvijas Bērzs, die auf Junioren- und/oder Seniorenebene in Regionalmeisterschaften spielten. Der einzige Topklub Lettlands, Daugava, blieb bis zur Saison 1958/59 in der höchsten Liga der Sowjetunion.
Andere Spieler aus der Zeit vor dem Krieg emigrierten nach Deutschland, wo zwischen 1946 und 1949 bis zu acht Letten in Augsburg unter dem Spitznamen „Letten-Mannschaft“ antraten. Diese Mannschaft gewann unter Führung der lettischen Spieler die süddeutschen Meisterschaften 1948, bevor sich die Mannschaft später auflöste. Rūdolfs Veide (dt. Rudolf Weide) begann eine lange und erfolgreiche Karriere als Spieler und Trainer in Westdeutschland. 1951 konnte er mit den legendären Preussen Krefeld die deutsche Meisterschaft erringen und zwischen 1953 und 1954 absolvierte er 18 Länderspiele für die deutsche Nationalmannschaft. Später wurde er Direktor der Duisburger Eishalle und unterstützte die Entwicklung des Duisburger Eishockeys. Ein weiteres Mitglied der Letten-Mannschaft war Ēriks Koņeckis, der mehrfach als Spieler und Trainer Deutscher Meister wurde und später den Posten des Nationaltrainers innehatte.
Mit dem Abstieg Daugavas in die zweite Liga begann für das lettische Eishockey eine Zeit des Mittelmaß, die bis zum Ende der sechziger Jahre anhielt. 1968 wurde Daugava wieder in Dinamo Riga umbenannt. Trotz mehrfacher Versuche schaffte der Club es nicht, aus der zweiten sowjetischen Liga aufzusteigen. Außer einiger internationaler Freundschaftsspiele gegen Teams aus Finnland, Dukla Trenčín und Poldi Kladno aus der Tschechoslowakei, Nowosibirsk und Ust-Kamenogorsk sind keine weiteren Ereignisse aus dieser Zeit erwähnenswert.

### Die Ära Tichonow

Logo von Dinamo Riga

Die Entwicklung des lettischen Eishockey bekam 1968 durch die Ankunft des sowjetischen Trainers Wiktor Tichonow einen Schub, der dort seine legendäre Trainerkarriere begann. Er war für seinen Hang zur Disziplin bekannt und revolutionierte die Trainingsmethoden, indem er einen Videorekorder zur Spielanalyse benutzte. Außerdem legte er großen Wert auf die körperliche Fitness seiner Spieler. Aufgrund des geringen spielerischen Potentials der Dinamo-Spieler setzte er mit der Aufstellung von vier Angriffsreihen eine Strategie ein, die bis dahin keine sowjetische Mannschaft nutzte. Da mit dieser Maßnahme für die Spieler die Pausen zwischen ihren Einsatzzeiten vergrößert wurden, konnte die Mannschaft gegen stärker eingeschätzte Teams technische Nachteile durch Schnelligkeit und bessere Kondition wettmachen. 1973 konnte Dinamo Riga nach 14 Jahren sogar den Wiederaufstieg in die erste Liga feiern.
RVR eröffnete 1967 eine Schule für Eishockey und brachte wenig später Helmuts Balderis hervor, der zum Superstar werden sollte. Sein Spitzname war Elektrischer Zug und er hatte neben Tichonow großen Anteil am Aufstieg Dinamos. Zusammen mit Tichonow wechselte er 1977 zu ZSKA Moskau, nahm 1976 mit der sowjetischen Nationalmannschaft beim Canada Cup sowie an fünf Weltmeisterschaften teil und gewann darüber hinaus die Silbermedaille bei den Olympischen Winterspielen in Lake Placid. Außerdem errang er in seiner Karriere zweimal den Titel des besten Scorers der sowjetischen Liga und wurde einmal zum besten Stürmer der WM ausgezeichnet. Der zweite Platz von Lake Placid für die Mannschaft der UdSSR wurde jedoch in der Heimat als großer Misserfolg angesehen. Als einer der Hauptschuldigen für die Niederlage im damals entscheidenden Spiel gegen das Team USA, dem sogenannten Miracle on Ice, wurde auch Balderis angesehen.

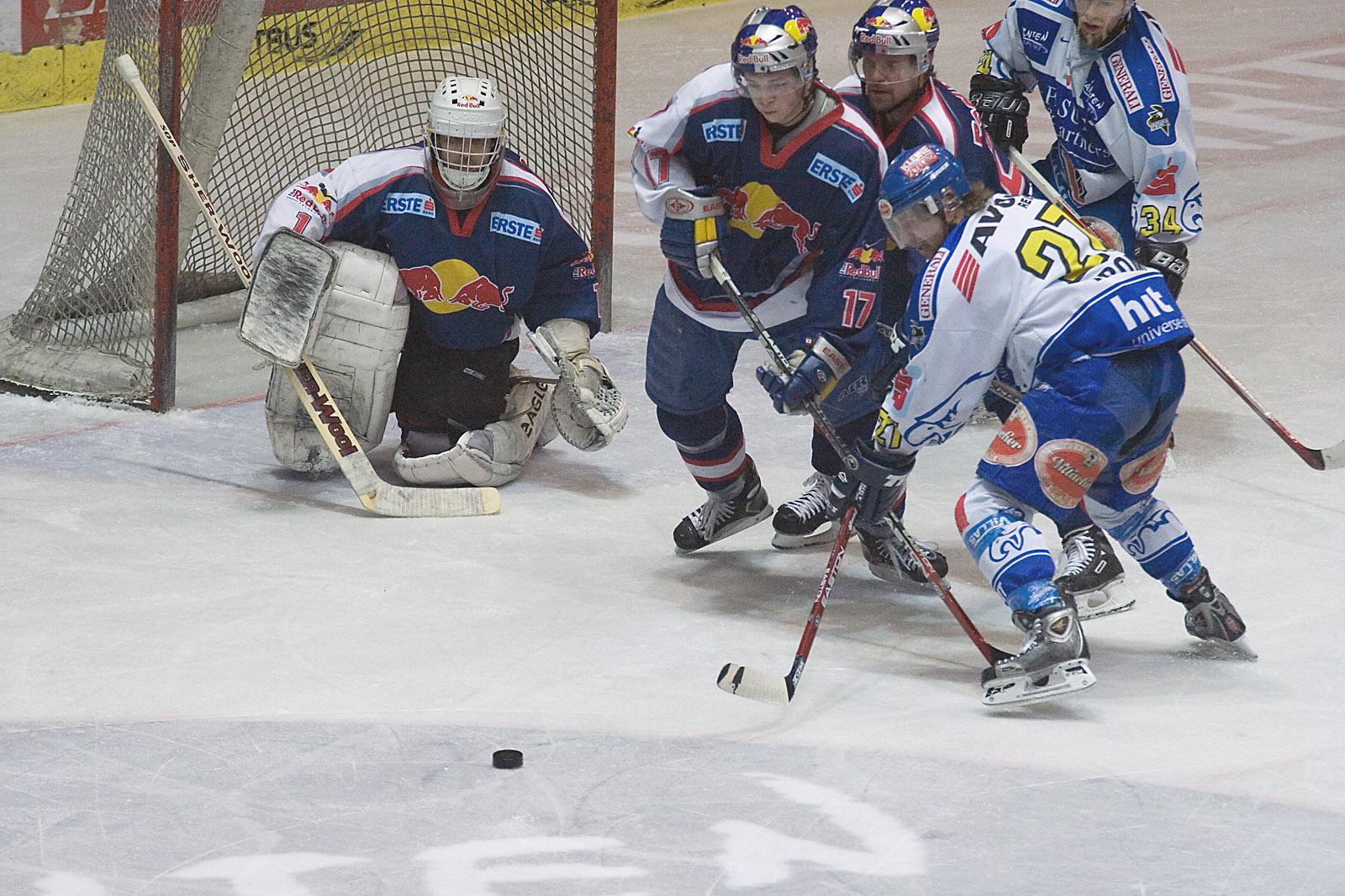
Artūrs Irbe im Tor der Red Bulls Salzburg

Dinamo Riga blieb bis zum Zusammenbruch der Sowjetunion erstklassig. Die ethnische Zusammensetzung der Mannschaft änderte sich in den siebziger und achtziger Jahren stark, da immer mehr Russen die Letten verdrängten. Eine Ausnahme stellten die Torhüter Vitālijs Samoilovs und Artūrs Irbe dar. Irbe gab in der Spielzeit 1986/87 sein Debüt für Dinamo in der Eliteliga. In der folgenden Saison konnte Dinamo Riga mit dem Gewinn der sowjetischen Vizemeisterschaft den größten Erfolg der Vereinsgeschichte feiern. Mit diesem Erfolg war Dinamo neben dem damaligen sowjetischen Serienmeister ZSKA Moskau berechtigt, an der Super Serie, einem jährlich ausgetragenen Vergleich zwischen Teams der UdSSR und der National Hockey League, teilzunehmen. Daneben wurden Irbe und Samoilovs 1988 in die Sbornaja berufen. Letzterer wurde im gleichen Jahr mit der Nationalmannschaft Olympiasieger.

### Die Zeit nach 1990
Schon seit Anfang der Amtszeit von Michail Gorbatschow begannen die Letten verstärkt, nach Unabhängigkeit zu streben. Der lettische oberste Sowjet erklärte am 4. Mai 1990 die Unabhängigkeit der Republik Lettland. Erst nach dem Putsch in Moskau im August 1991 folgte dann die internationale Anerkennung Lettlands. Irbe wurde endgültig zum Held und Vorbild der Letten, als er an der Verteidigung von Barrikaden gegen die Sowjetarmee teilnahm und sich später weigerte, weiter für die sowjetische Nationalmannschaft zu spielen. Schon im Herbst 1991 unterzeichnete er seinen ersten NHL-Vertrag bei den San Jose Sharks und gewann auch gleich sein erstes Spiel.

#### Auswanderer und Rückkehrer

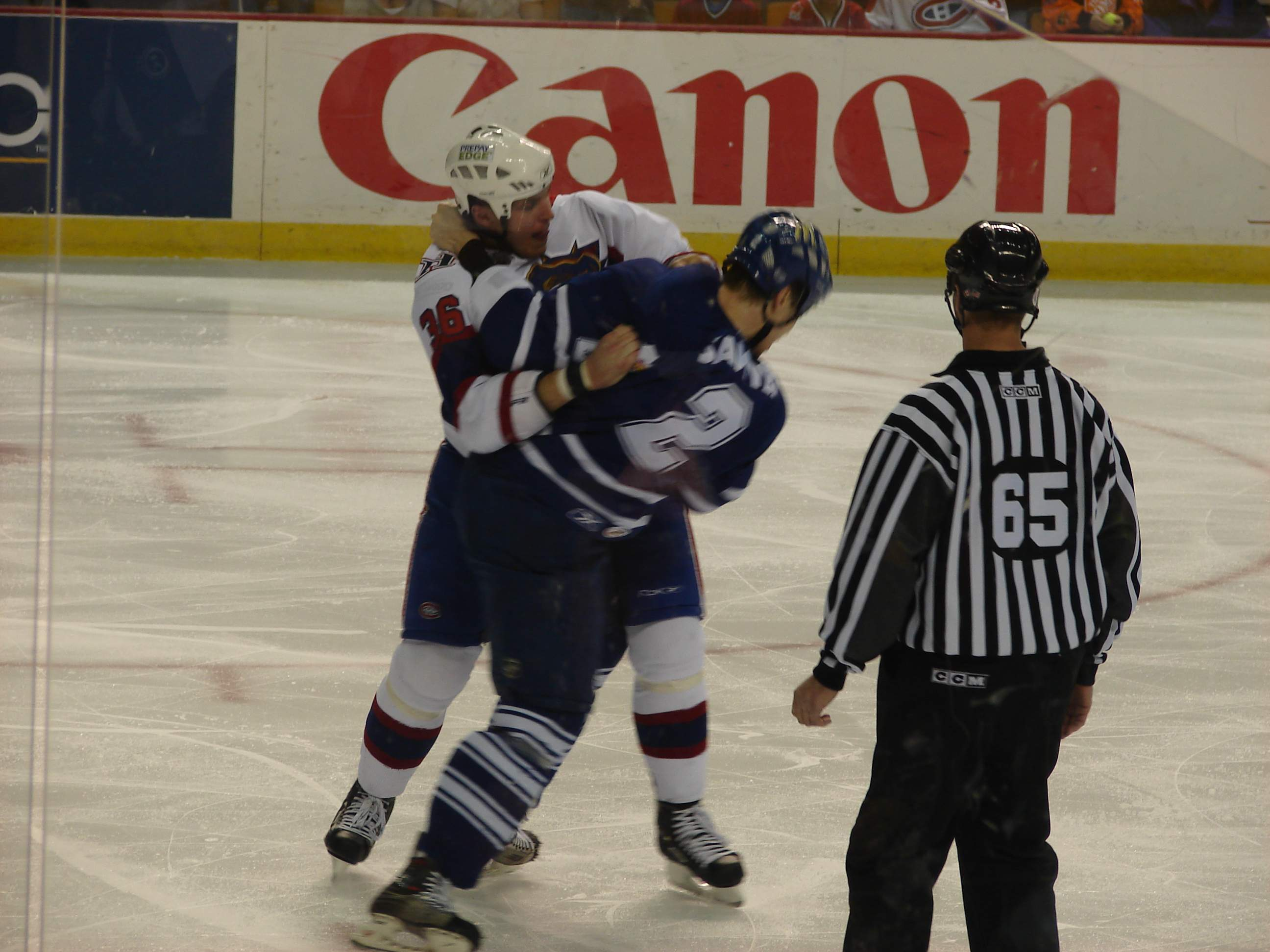
Raitis Ivanāns im Trikot der Hamilton Bulldogs

Aufgrund der politischen Wirren kollabierte das lettische Eishockey und die Spieler zerstreuten sich in Ligen der ganzen Welt. Sandis Ozoliņš spielte zwar im Herbst 1991 noch für die Junioren der Sowjet-Nationalmannschaft, aber begann 1992 in der International Hockey League zu spielen. Im Frühjahr 1992 wurde ein Scouting-Camp der Edmonton Oilers und Boston Bruins in Rīga durchgeführt, bei der Sergejs Žoltoks und Grigorijs Panteļejevs unter Vertrag genommen wurden. Viele andere Spieler versuchten ihr Glück in Nordamerika und spielten meist in den Minor Leagues, ohne es aber in die NHL zu schaffen, so dass viele in die Heimat zurückkehrten. Nur wenige kamen auf eine Geringe Anzahl von Einsätzen in der NHL, beispielsweise Harijs Vītoliņš, Viktors Ignatjevs, Kaspars Astašenko, Raitis Ivanāns, Herberts Vasiļjevs und Panteļejevs. Nur Irbe, Ozoliņš, Žoltoks und Kārlis Skrastiņš etablierten sich dauerhaft in der NHL und spielen teilweise noch heute dort. Andere Spieler wechselten nach Westeuropa oder zu den Topklubs nach Moskau. Harijs Vītoliņš kehrte bald aus Nordamerika zurück und spielte viele Jahre für den EHC Chur.
Die Rückkehrer aus Nordamerika fanden ein finanziell angeschlagenes Land vor, in dem das Eishockeyspiel um das Überleben kämpfte und Spieler schlagartig ihre Mannschaften verließen, sobald sich ihnen eine Chance im Ausland bot. Während der neunziger Jahre gab es in Lettland nur eine Eishalle, den altehrwürdigen Rīga Sports Palace. Eishockeyteams entstanden und verschwanden und änderten ihre Namen mit dem aktuellen Hauptsponsor. Dinamo Riga wurde in Hockey Club Riga, dann Riga-Stars (nach dem Sponsor A/S Stars) und letztendlich in Pārdaugava umbenannt. Zunächst spielte die Mannschaft in der russischen Interstate Liga, später in der East European Hockey League, bevor 1995 die Insolvenz angemeldet wurde. Das Team wurde unter dem Namen Riga Juniors neugegründet, als heutigen Nachfolger Dinamos kann der HK Riga 2000 angesehen werden.

#### Die neue Nationalmannschaft

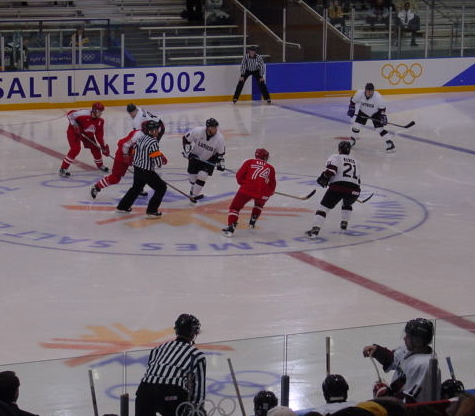
Vorrundenspiel gegen Österreich bei den Olympischen Winterspielen 2002

Nach dem Zusammenbruch der Sowjetunion führte die IIHF Qualifikationsturniere für die Eishockey-Weltmeisterschaft ein, da viele neue Landesverbände daran teilnehmen wollten. Die lettische Nationalmannschaft gewann ihre Qualifikationsspiele 1992 gegen die baltischen Nachbarn Estland und Litauen und durfte ein Jahr später an der C-WM in Slowenien teilnehmen. Die C-Meisterschaft wurde mit einem 2:0-Finalsieg gegen die Ukraine gewonnen und Lettland stieg damit in die B-Gruppe auf.
In den folgenden drei Jahren nahm die Nationalmannschaft an den B-Weltmeisterschaften teil und gewann die B-WM 1996 knapp vor den Schweizern. Bei ihrem ersten A-Gruppen-Turnier überraschten die Letten und errangen den siebten Platz. Seitdem gehörte die lettische Nationalmannschaft immer zu den Teilnehmern der A-Weltmeisterschaft und konnte einige Siege gegen die ehemalige Besatzungsmacht, Russland, erringen, so 2000 in Sankt Petersburg und 2003 in Finnland am 4. Mai, dem Tag der Erklärung der lettischen Unabhängigkeit.
Mit dem Erfolg der Nationalmannschaft erstarkte auch der Eishockeysport in Lettland. Es entstanden nach und nach neue Eishallen und die lettische Liga wurde nach der Auflösung der EEHL die stärkste baltische Liga, in der jeweils ein Team aus Litauen und Estland spielten. Für die Ausrichtung der Eishockey-Weltmeisterschaft der Herren 2006 in Lettland wurden zwei neue Arenen, die Skonto Arena und die Riga Arena gebaut, so dass insgesamt 15 Eishallen verfügbar waren. Mit dem Aufschwung der Liga und den verbesserten Spiel- und Trainingsmöglichkeiten kehrten viele lettische Spieler zurück und die ethnische Zusammensetzung der Mannschaften änderte sich wieder zugunsten der Letten. Nationale und lokale Jugendprogramme wurden ins Leben gerufen, so dass die lettische Juniorennationalmannschaft 2006 an der U20 A-Weltmeisterschaft in British Columbia teilnehmen durfte. Im gleichen Jahr konnte das lettische U18-Team die Division I gewinnen, so dass sie 2007 erstklassig wurde und an der U18 A-Weltmeisterschaft teilnahm, dort aber wieder in die Division I abstieg. Bei der U20-Weltmeisterschaft 2008 der Division I konnte die lettische U20-Auswahl das Turnier in Riga gewinnen und stieg damit wieder in die Top-Division auf. Außerdem zeichnete sich Kaspars Daugaviņš als Topscorer aus und Artūrs Kulda wurde zum besten Verteidiger des Turniers gewählt.
2021 fand die Weltmeisterschaft erneut in Riga statt. Bei der Weltmeisterschaft 2023, die die Letten gemeinsam mit Finnland austrugen, gelang mit Platz drei erstmals der Sprung in die Medaillenränge.

#### Neugründung von Dinamo Riga

Das Logo von Dinamo Riga

Im Rahmen der Öffnung der russischen Superliga und Umbenennung dieser in Kontinentale Hockey-Liga wurde in Riga im April 2008 ein neues Eishockeyfranchise gegründet, das Dinamo Riga genannt wurde und damit an die erfolgreichsten Zeiten des lettischen Eishockey erinnert. Anteilseigner an dem Franchise sind mehrere Gesellschaften und Einzelpersonen, zu denen Itera Latvija (Lettischer Gaskonzern, der zu Gazprom gehört), Guntis Ulmanis (der fünfte Präsident von Lettland), Aigars Kalvītis (ehemaliger Premierminister von Lettland) und Aldis Pauniņš gehören. Neben einigen ausländischen Spielern wurden vor allem lettische Nationalspieler wie Edgars Masaļskis, die Rēdlihs-Brüder und Aleksandrs Ņiživijs verpflichtet, um die Identifikation der Letten mit diesem neuen Klub zu erhöhen. Mit dem HK Riga 2000 wurde ein Kooperationsvertrag abgeschlossen, der einen Spieleraustausch der beiden Klubs vorsieht. Damit soll vor allem jungen und genesenden Spielern die Möglichkeit gegeben werden, in einem Farmteam Spielpraxis zu sammeln.
Die Saison 2008/09 der KHL begann am 2. September 2008 mit dem Spiel Dinamo Riga gegen Amur Chabarowsk, wobei Aleksandrs Ņiživijs das 1:0 und damit das erste Tor in der Geschichte der KHL erzielte. Am Ende der Hauptrunde belegte Dinamo Platz zehn der Tabelle und erreichte das Play-off-Achtelfinale, wo das Team in drei Spielen gegen den HK Dynamo Moskau ausschied.

## Spielstätten im Wandel der Zeit
Wie in vielen anderen Ländern wurde Eishockey zunächst auf zugefrorenen Seen und später auf gefluteten und gefrorenen Außenflächen gespielt. Dadurch war man immer abhängig vom aktuellen Wetter und viele Spiele mussten bei schlechten Bedingungen gespielt oder abgesagt werden. Außerdem wurde damals noch ohne Banden gespielt und die Spieler mussten den Puck am Rande des Spielfelds in Schneewehen suchen. Die erste künstliche Beleuchtung, die auch Spiele und Training in den Abendstunden erlaubte, wurde durch den Armeeklub 1934 installiert. Das erste Freiluft-Eisstadion Lettlands wurde erst 1950 mit dem „Daugava“-Stadion in Rīga eröffnet, das 4.500 Zuschauer fasste. Künstliches Eis wurde erst 1960 eingeführt, und obwohl erste überdachte Eishallen bereits Ende des 19. Jahrhunderts in Kanada gebaut wurden, wurde Lettlands erste Eishalle, der Rīgas Sporta pils, erst 1970 eingeweiht.

## Eishockey-Weltmeisterschaft 2006

Logo der Eishockey-Weltmeisterschaft 2006

Am 15. Oktober 2001 unterzeichneten der Präsident der Internationalen Eishockey-Föderation (IIHF), René Fasel, der IIHF-Sekretär Jan-Åke Edvinsson, der lettische Premierminister Andris Bērziņš, Rigas Bürgermeister Gundars Bojārs und der Präsident des lettischen Eishockeyverbandes, Kirovs Lipmans, einen Vertrag für die Ausrichtung der Eishockey-Weltmeisterschaft 2006 im lettischen Riga. Dabei verpflichtete sich Lettland, bis sechs Monate vor Beginn der Veranstaltung eine neue Eishalle zu bauen. Da ein gewisses Misstrauen gegenüber der Organisationsfähigkeit der lettischen Administration herrschte, wurde der schwedische Eishockeyverband als Ersatz-Ausrichter bestimmt.
Im Juli 2004 wurde schließlich endgültig die Austragung der Titelkämpfe in Lettland bestätigt.

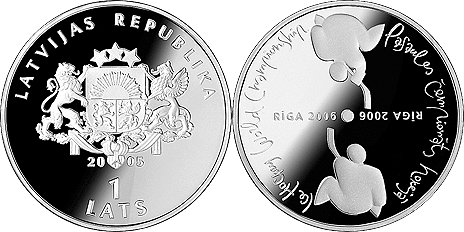
Lettische Sonderprägung anlässlich der WM – 1 Lats

Im März 2006 wurde die von der IIHF geforderte Riga Arena (Fassungsvermögen: 11.000 Zuschauer) mit einem Spiel der offenen belarussischen Meisterschaft zwischen dem HK Riga 2000 und Khimvolokno Mahiljou eingeweiht. Als zweite Spielstätte wurde die Skonto Arena (6.500 Zuschauer) genutzt, die sich im Skonto Sportkomplex befindet und eine umgebaute Sporthalle ist, die teilweise mit provisorischen Tribünen ausgestattet wurde. Als Testlauf für die Organisation galt die Durchführung der U18-Weltmeisterschaft der Division I des gleichen Jahres, bei der die lettische U18-Auswahl den Turniersieg erringen konnte.
Die Eishockey-Weltmeisterschaft der Herren fand vom 5. bis 21. Mai 2006 statt. Neben dem Titelverteidiger Tschechien nahmen Kanada, Russland, Schweden, Slowakei, USA, Finnland, Schweiz, Gastgeber Lettland, Belarus, Ukraine, Kasachstan, Slowenien, Dänemark sowie die beiden Aufsteiger Norwegen und Italien teil.
Mit ihrem Sieg gegen die Tschechen im Finalspiel gelang es der schwedischen Nationalmannschaft als erster Nationalmannschaft überhaupt, im selben Jahr sowohl die Goldmedaille im olympischen Eishockeyturnier zu gewinnen als auch Eishockey-Weltmeister zu werden. Es war der achte Titelgewinn für die Skandinavier.

## Lettische Eishockeyliga

Logo der Samsung premjerlīga

Lettland ist eines der kleineren Mitgliedsländer der IIHF mit derzeit (2017) insgesamt 6.699 registrierten Eishockeyspielern, darunter befinden sich 1.888 Junioren und 101 Frauen. Außerdem gibt es im Land 185 registrierte Eishockey-Schiedsrichter. Die Lettische Eishockeyliga (Latvijas Atklātais čempionāts, dt. Offene lettische Meisterschaft), die zwischen 2006 und 2008 aufgrund des Sponsorings der Firma Samsung „Samsung premjerlīga“ hieß, wurde 1931 gegründet. Der erste lettische Meister war Rīgas Unions. Zwischen 1946 und 1990, dem Jahr der lettischen Unabhängigkeitserklärung, wurde keine offizielle lettische Meisterschaft ausgespielt, allerdings wurde trotzdem jährlich ein Turnier abgehalten.
Bis 1990 war die lettische Liga eine reine Amateurliga, heutzutage ist es eine Liga mit Profis und Halbprofis, die in insgesamt sechs Vereinen spielen. Einer der teilnehmenden Vereine ist der litauische Klub SC Energija, der 2003 in die Liga aufgenommen wurde. Neben dem Serienmeister HK Riga 2000 nahm noch eine weitere Mannschaft aus Riga teil, der SK Riga 20. Diese Mannschaft rekrutierte sich fast ausschließlich aus Mitgliedern der lettischen U20-Nationalmannschaft. Nachdem im Sommer 2008 der belarussische Eishockeyverband beschlossen hatte, seine höchste Spielklasse (die Extraliga) wieder für ausländische Mannschaften zu öffnen, wechselten die vier besten lettischen Teams nach Belarus. Der neue Spielmodus sieht seither zunächst eine zweigeteilte Meisterschaft vor, wobei die vier besten Teams der lettischen Liga und die vier Teilnehmer der belarussischen Extraliga am Saisonende die lettische Meisterschaft in Form von Play-offs ausspielen. Infolge der Wirtschaftskrise 2009 ging der HK Riga 2000 in Insolvenz und wurde aufgelöst. Daraufhin wurde der ehemalige SK Riga 20 in den Club Dinamo Riga eingegliedert und spielt fortan als Dinamo-Juniors Riga.
Unterhalb der lettischen Eishockeyliga existiert eine zweite und dritte Spielklasse sowie eine Amateurliga, in der in der Saison 2006/07 neun Mannschaften um den Titel kämpften.

## Fraueneishockey
Die lettische Nationalmannschaft der Frauen nimmt seit 1993 an internationalen Titelkämpfen teil und gewann im gleichen Jahr die B-Europameisterschaft, so dass sie 1995 an der A-Europameisterschaft des IIHF teilnehmen durfte. Dieses Turnier wurde in Riga ausgetragen und die Damen des lettischen Verbandes errangen nur Platz sechs, so dass die lettische Auswahl wieder in die B-Gruppe abstieg. Ein Jahr später konnte das Team jedoch die Vizemeisterschaft der B-EM feiern.
Ab 1999 wurde das Teilnehmerfeld der A-Weltmeisterschaft aufgestockt. Allerdings konnten die lettischen Frauen beim Qualifikationsturnier für die A-Weltmeisterschaft nur einen hinteren Rang erreichen, so dass sie seither in der B-Gruppe der IIHF-Weltmeisterschaft spielen und dort meist Plätze im Mittelfeld belegen.
Die Spielerinnen der Nationalmannschaft rekrutieren sich hauptsächlich von den zwei Spitzenklubs des lettischen Fraueneishockeys, SHK Laima Riga und IceGirls. Zwei Spielerinnen standen 2007 auch beim russischen Damenteam Tornado Moskau unter Vertrag, das in der Spielzeit 2006/07 russischer Meister wurde. Der SHK Laima Riga nahm schon mehrfach am IIHF European Women Champions Cup teil und nahm im Oktober 2007 am Zweitrundenturnier in Berlin teil.
Neben dem SHK Laima Riga und den IceGirls existiert noch eine dritte Frauenmannschaft, LSK Liepāja. Diese drei Teams spielen untereinander die lettische Frauenmeisterschaft aus, wobei sich 2006 das Team vom SHK Laima den Titel sichern konnte.

## Fankultur

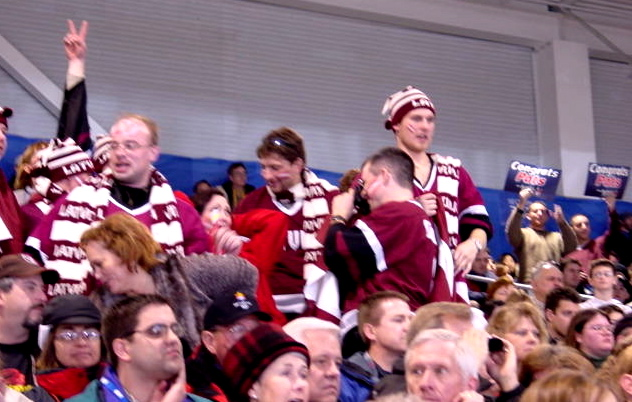
Lettische Fans bei den Olympischen Winterspielen 2002

In Lettland gilt Eishockey als Nationalsport, neben dem nur noch Basketball und Fußball Bedeutung haben. In den Zeiten der größten Erfolge von Dinamo Riga standen die Fans nächtelang an, um Karten für die Spiele zu bekommen. Im Gegensatz dazu konnten die Clubs in den 90er Jahren nur wenig Fans in die Stadien locken, wohingegen die Nationalmannschaft seit ihrer Neugründung immer populärer wurde. Zu jeder Weltmeisterschaft pilgern große Mengen lettischer Fans und unterstützen ihre Nationalmannschaft. Bis zu 5000 lettische Fans reisen jeweils quer durch Europa, um ihre Mannschaft mit „Latvija“-Rufen und Lärmgeräten zu unterstützen, obwohl Lettland eines der ärmsten Länder der Europäischen Union ist. Sie kommen mit Zügen, Bussen oder Fahrgemeinschaften und können sich meist keine Übernachtung in Hotels leisten. „In Oslo sah man sie in Bussen und draußen schlafen“, so der IIHF-Präsident René Fasel 1999 über jene Fans, die er als beste der Welt bezeichnete.
Während der WM 2000 unterbrach sogar das lettische Parlament seine Sitzungen, damit die Politiker die Spiele der Nationalmannschaft im Fernsehen verfolgen konnten. Nach dem 3:2-Sieg über Russland lagen sich die Mitglieder der Opposition und Regierungspartei in den Armen und sangen zusammen.
Bei der Weltmeisterschaft 2006 im eigenen Land sorgten die ansonsten als fair geltenden lettischen Fans für einen Eklat, als bei der 0:11-Niederlage der lettischen Auswahl gegen Kanada mehrfach das Spiel zur Eisreinigung unterbrochen werden musste. Das Publikum fühlte sich von Profi-Schiedsrichter Rick Looker im ersten Drittel benachteiligt, da dieser viele Strafenzeiten gegen die lettische Mannschaft aussprach, die von den Kanadiern auch zu Toren genutzt wurden. Das Publikum war so wütend, dass es gegen Ende des ersten Drittels begann, Gegenstände (unter anderem einen Turnschuh und Hartgeld) auf das Eis zu werfen. Looker hatte keine andere Wahl und zog die erste Drittelpause vor, damit sich das Publikum wieder beruhigen und das Eis gereinigt werden konnte. So konnte nach der Pause der Rest des ersten Drittels nachgespielt und das zweite Drittel ohne weitere Vorkommnisse gespielt werden. Doch im dritten Drittel wurden nach einer erneuten Strafzeit wieder Gegenstände auf das Eis geworfen. Looker schickte die Spieler erneut vom Eis. Um die Situation zu beruhigen, sprach der lettische Spieler Jānis Sprukts über die Stadionlautsprecher zum Publikum: „Natürlich macht der Schiedsrichter viele Fehler und wir sind auch nicht glücklich, aber werft bitte keine Gegenstände aufs Eis.“ Danach konnte das Spiel ohne weitere Störung durch das Publikum beendet werden.

## Letten in der National Hockey League

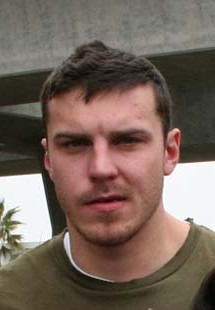
Raitis Ivanāns

Insgesamt 23 Letten (drei Torhüter und 20 Feldspieler) haben bereits in der National Hockey League, auf dem Eis gestanden. Der erste war Helmuts Balderis, der im Alter von 36 Jahren zu den Minnesota North Stars kam, um für diese in der Saison 1989/90 zu spielen. Sandis Ozoliņš, Artūrs Irbe, Sergejs Žoltoks und Kārlis Skrastiņš sind die erfolgreichsten unter ihnen, wobei Ozoliņš der einzige lettische Gewinner des Stanley Cups ist, als er diesen in der Spielzeit 1995/96 mit der Colorado Avalanche erringen konnte. Ozoliņš und Irbe haben zudem in NHL All-Star Games gespielt. Die anderen lettischen NHL-Spieler sind Aleksandrs Kerčs, Grigorijs Panteļejevs, Pēteris Skudra, Viktors Ignatjevs, Herberts Vasiļjevs, Kaspars Astašenko, Raitis Ivanāns, Jānis Sprukts, Mārtiņš Karsums, Harijs Vītoliņš, Kaspars Daugaviņš und Artūrs Kulda.
Sergejs Žoltoks galt als einer der besten lettischen Spieler aller Zeiten. Er war bei der Weltmeisterschaft 2004 in Tschechien der beste Scorer der Letten und wies bis zum NHL-Lockout in der Saison 2004/05 die Erfahrung von 633 NHL-Spielen für Boston, Ottawa, Montreal, Edmonton, Minnesota und Nashville auf. Seine Profikarriere begann er in der sowjetischen Liga beim damaligen Dinamo Riga. Während des Lockouts in der NHL spielte er für Dinamos Nachfolgerclub HK Riga 2000 in der offenen belarussischen Liga und verzichtete damit zu Gunsten des Clubs seiner Heimatstadt auf üppige Saläre in Russland oder Westeuropa. Erste Herzprobleme wurden bei ihm schon bei den NHL-Clubs diagnostiziert und bei einem Auswärtsspiel in Minsk erlitt er einen schweren Herzinfarkt. Am 3. November 2004 starb der Center im Alter von 31 Jahren an Herzversagen. Die Wiederbelebungsversuche der Ärzte scheiterten und Žoltoks starb in der Umkleidekabine.
In den kanadischen Juniorenligen der Canadian Hockey League finden sich weitere lettische Nachwuchshoffnungen, die von NHL-Clubs gedraftet wurden und auf Einsätze in der NHL hoffen dürfen.

### Letten im NHL Entry Draft
Der erste lettische Spieler in einem NHL Draft war 1975 Viktors Hatuļevs von Dinamo Riga, der aber niemals die Chance bekam, in der NHL zu spielen. 2012 wurde mit Offensivakteur Zemgus Girgensons erstmals ein lettischer Spieler in der ersten Runde selektiert.

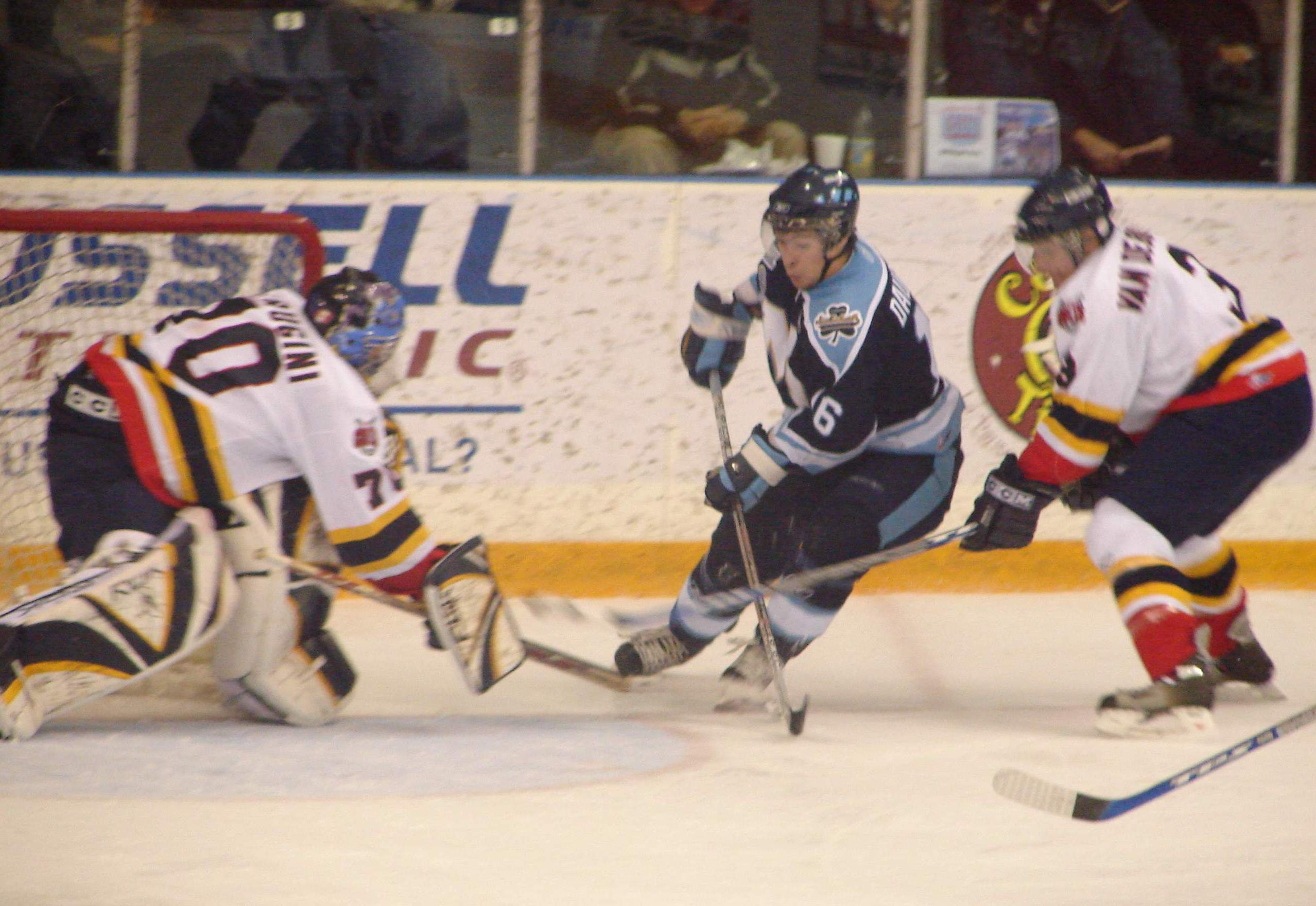
Kaspars Daugaviņš im Trikot der Toronto St. Michael’s Majors

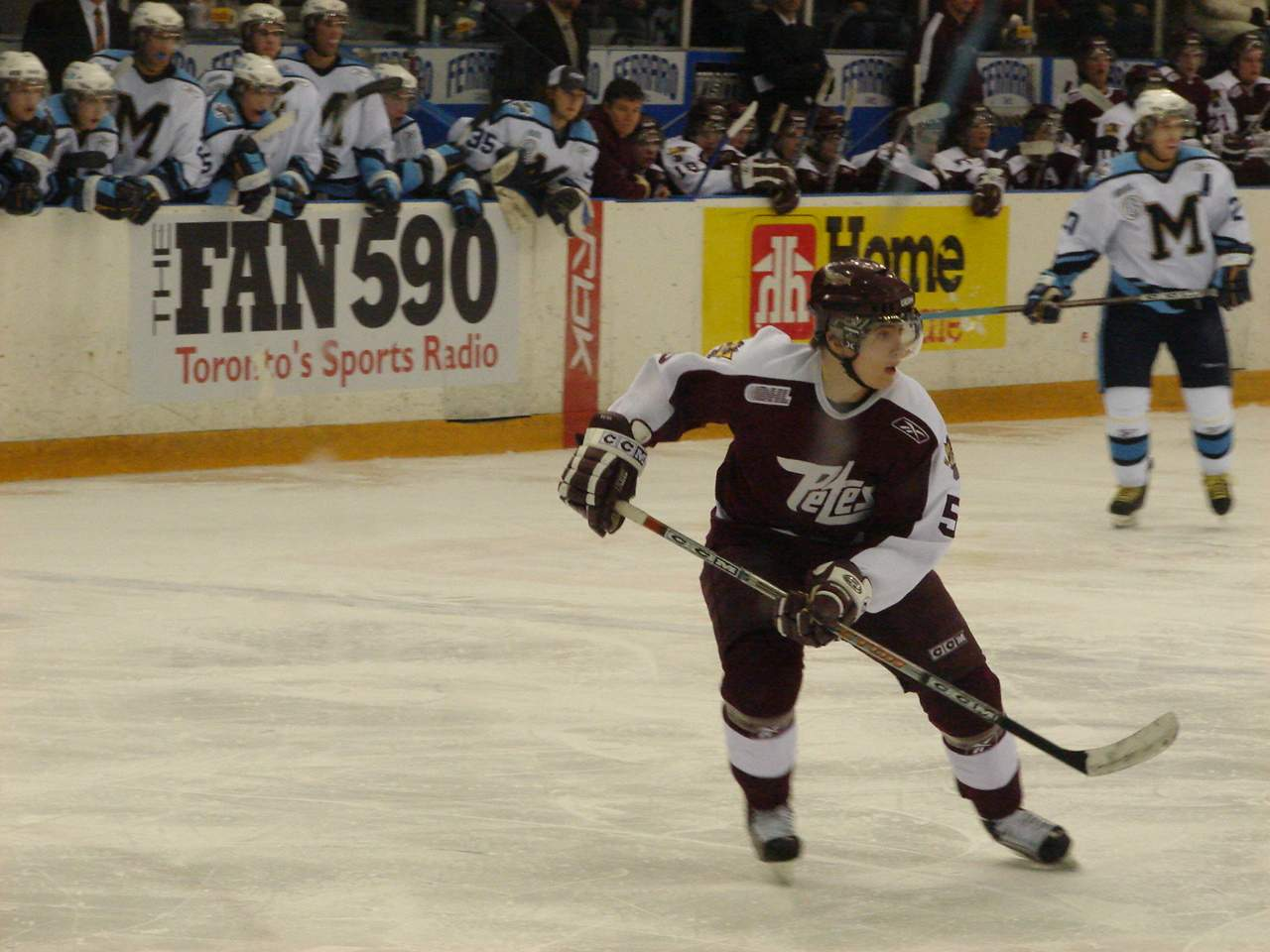
Artūrs Kulda in der OHL

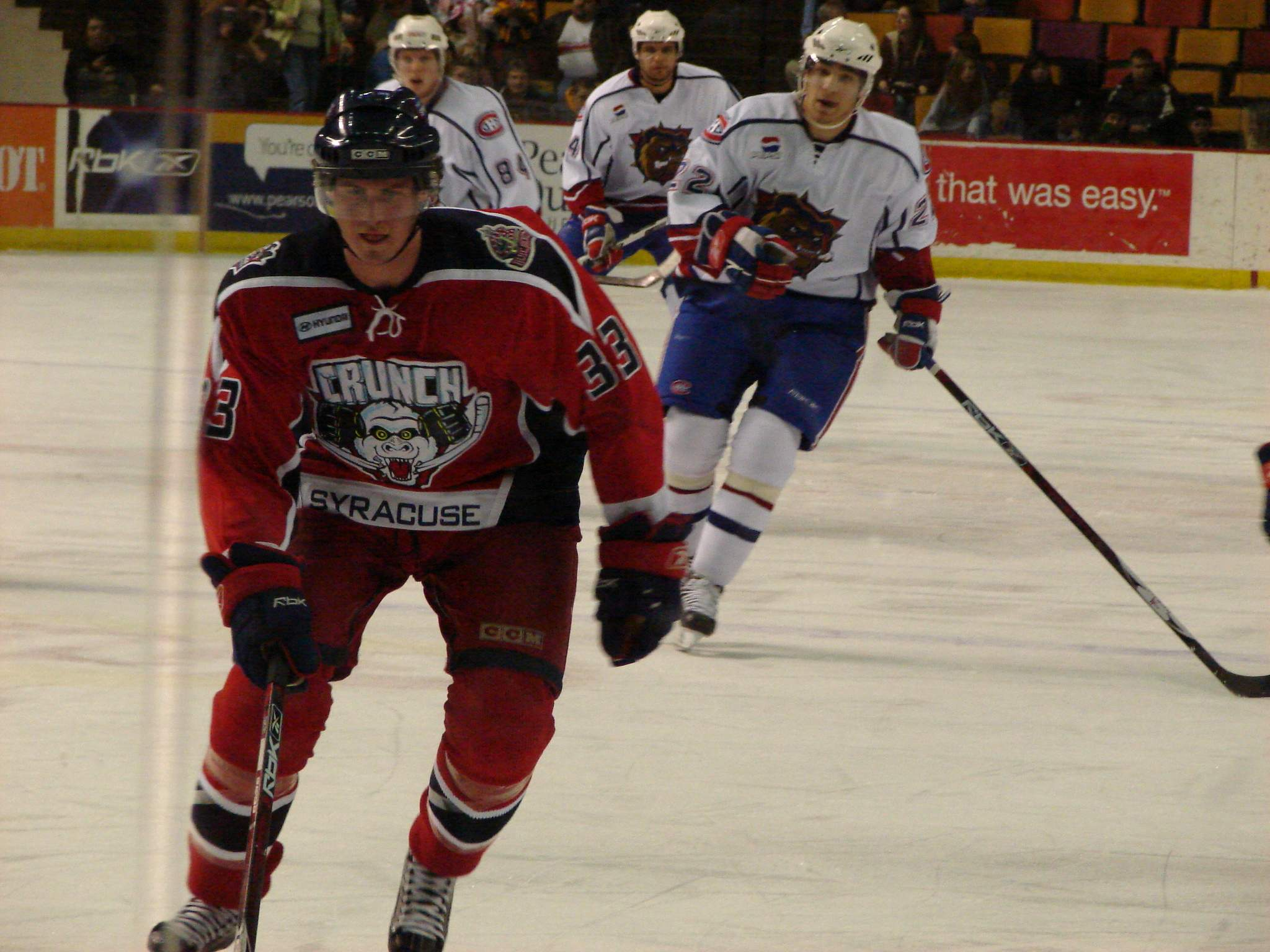
Jēkabs Rēdlihs spielte für Syracuse Crunch.

 Mit  Rot hinterlegte Spieler haben mindestens ein NHL-Spiel bestritten
| Name                  | Draft-Jahr | Team                  | Runde | Position |
| --------------------- | ---------- | --------------------- | ----- | -------- |
| Artūrs Šilovs         | 2019       | Vancouver Canucks     | 6     | 156      |
| Rodrigo Ābols         | 2016       | Vancouver Canucks     | 7     | 184      |
| Mārtiņš Dzierkals     | 2015       | Toronto Maple Leafs   | 3     | 68       |
| Kārlis Čukste         | 2015       | San Jose Sharks       | 5     | 130      |
| Rūdolfs Balcers       | 2015       | San Jose Sharks       | 5     | 142      |
| Elvis Merzļikins      | 2014       | Columbus Blue Jackets | 3     | 76       |
| Edgars Kulda          | 2014       | Arizona Coyotes       | 7     | 193      |
| Kristers Gudļevskis   | 2013       | Tampa Bay Lightning   | 5     | 124      |
| Zemgus Girgensons     | 2012       | Buffalo Sabres        | 1     | 14       |
| Teodors Bļugers       | 2012       | Pittsburgh Penguins   | 2     | 52       |
| Kristiāns Pelšs       | 2010       | Edmonton Oilers       | 7     | 181      |
| Kaspars Daugaviņš     | 2006       | Ottawa Senators       | 3     | 91       |
| Artūrs Kulda          | 2006       | Atlanta Thrashers     | 7     | 200      |
| Oskars Bārtulis       | 2005       | Philadelphia Flyers   | 3     | 91       |
| Mārtiņš Karsums       | 2004       | Boston Bruins         | 2     | 64       |
| Raimonds Daņiličš     | 2003       | Tampa Bay Lightning   | 8     | 255      |
| Lauris Dārziņš        | 2003       | Nashville Predators   | 9     | 268      |
| Jēkabs Rēdlihs        | 2002       | Columbus Blue Jackets | 4     | 119      |
| Krišjānis Rēdlihs     | 2002       | New Jersey Devils     | 5     | 154      |
| Armands Bērziņš       | 2002       | Minnesota Wild        | 5     | 155      |
| Juris Štāls           | 2001       | New York Rangers      | 9     | 269      |
| Agris Saviels         | 2000       | Colorado Avalanche    | 2     | 63       |
| Jānis Sprukts         | 2000       | Florida Panthers      | 8     | 234      |
| Kaspars Astašenko     | 1999       | Tampa Bay Lightning   | 5     | 127      |
| Georgijs Pujacs       | 1999       | Boston Bruins         | 10    | 264      |
| Kārlis Skrastiņš      | 1998       | Nashville Predators   | 8     | 230      |
| Aleksandrs Andrejevs  | 1997       | Phoenix Coyotes       | 8     | 207      |
| Aleksandrs Kerčs      | 1993       | Edmonton Oilers       | 3     | 60       |
| Harijs Vītoliņš       | 1993       | Winnipeg Jets         | 9     | 228      |
| Sergejs Žoltoks       | 1992       | Boston Bruins         | 3     | 55       |
| Grigorijs Panteļejevs | 1992       | Boston Bruins         | 6     | 136      |
| Viktors Ignatjevs     | 1992       | San Jose Sharks       | 11    | 243      |
| Sandis Ozoliņš        | 1991       | San Jose Sharks       | 2     | 30       |
| Artūrs Irbe           | 1989       | Minnesota North Stars | 10    | 196      |
| Helmuts Balderis      | 1989       | Minnesota North Stars | 12    | 238      |
| Harijs Vītoliņš       | 1988       | Montreal Canadiens    | 10    | 188      |
| Viktors Hatuļevs      | 1975       | Philadelphia Flyers   | 9     | 160      |

### Statistik lettischer NHL-Spieler
Sandis Ozoliņš ist mit mehr als 800 NHL-Einsätzen der lettische Rekordhalter in allen Kategorien. Kārlis Skrastiņš hielt zeitweise den NHL-Rekord für die meisten aufeinanderfolgenden Spiele eines Verteidigers. Skrastiņš verstarb 2011 beim Flugzeugabsturz bei Jaroslawl.

#### Reguläre Saison

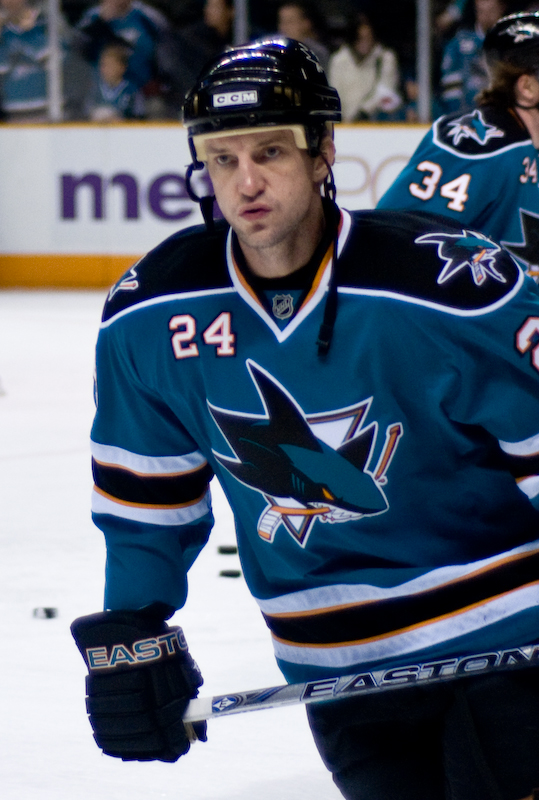
Sandis Ozoliņš im Trikot der San Jose Sharks

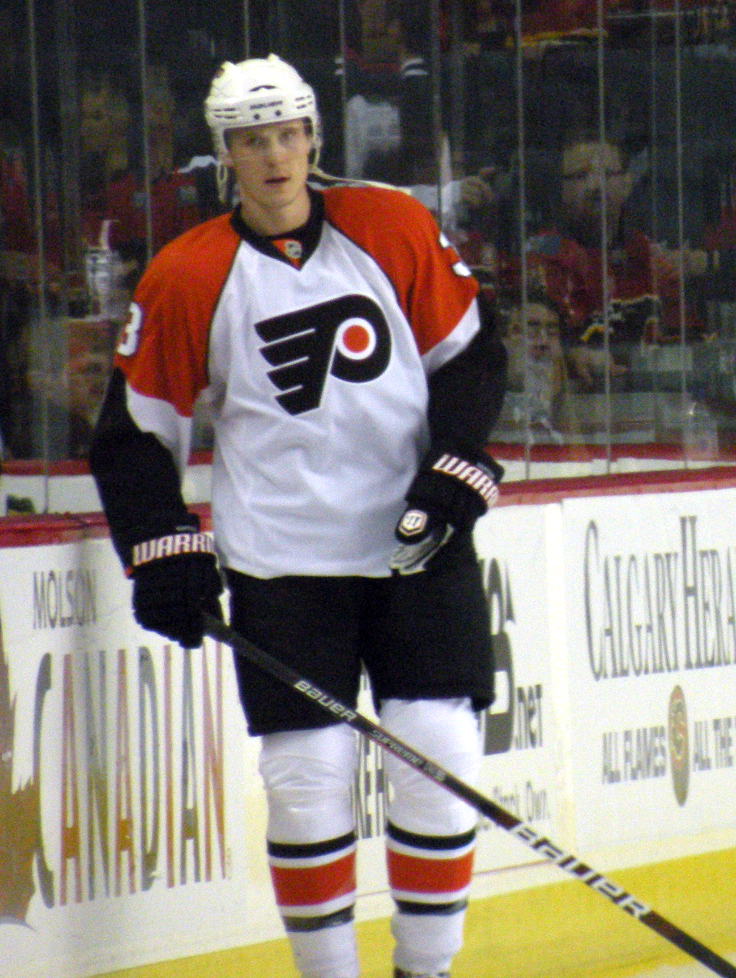
Oskars Bārtulis im Trikot der Philadelphia Flyers

Abkürzungen: Sp = Spiele, Pos = Position, T = Tore, A = Assists, Pkt = Punkte, PIM = Strafminuten; Fett: Bestwert
Mit  Grün hinterlegte Spieler sind 2019 in der NHL aktiv. (Stand Saisonende 2018/19)
| Name                  | Pos | Sp  | T   | A   | Pkt | PIM |
| --------------------- | --- | --- | --- | --- | --- | --- |
| Sandis Ozoliņš        | D   | 875 | 167 | 397 | 564 | 638 |
| Sergejs Žoltoks       | C   | 588 | 111 | 147 | 258 | 166 |
| Kārlis Skrastiņš      | D   | 832 | 32  | 104 | 136 | 375 |
| Zemgus Girgensons     | C   | 420 | 49  | 70  | 119 | 120 |
| Raitis Ivanāns        | LW  | 282 | 12  | 6   | 18  | 569 |
| Herberts Vasiļjevs    | C   | 51  | 8   | 7   | 15  | 22  |
| Kaspars Daugaviņš     | LW  | 91  | 6   | 9   | 15  | 21  |
| Grigorijs Panteļejevs | LW  | 54  | 8   | 6   | 14  | 12  |
| Rūdolfs Balcers       | LW  | 36  | 5   | 9   | 14  | 10  |
| Ronalds Ķēniņš        | F   | 38  | 4   | 8   | 12  | 14  |
| Teodors Bļugers       | C   | 28  | 6   | 4   | 10  | 15  |
| Helmuts Balderis      | RW  | 26  | 3   | 6   | 9   | 2   |
| Oskars Bārtulis       | D   | 66  | 1   | 8   | 9   | 32  |
| Artūrs Irbe           | G   | 568 | 0   | 9   | 9   | 90  |
| Mārtiņš Karsums       | RW  | 24  | 1   | 5   | 6   | 6   |
| Pēteris Skudra        | G   | 146 | 0   | 2   | 2   | 6   |
| Kaspars Astašenko     | D   | 23  | 1   | 2   | 3   | 8   |
| Artūrs Kulda          | D   | 15  | 0   | 2   | 2   | 8   |
| Jānis Sprukts         | C   | 14  | 1   | 2   | 3   | 2   |
| Viktors Ignatjevs     | D   | 11  | 0   | 1   | 1   | 6   |
| Harijs Vītoliņš       | C   | 8   | 0   | 0   | 0   | 4   |
| Aleksandrs Kerčs      | LW  | 5   | 0   | 0   | 0   | 2   |
| Kristers Gudļevskis   | G   | 3   | 0   | 0   | 0   | 0   |

#### Play-offs

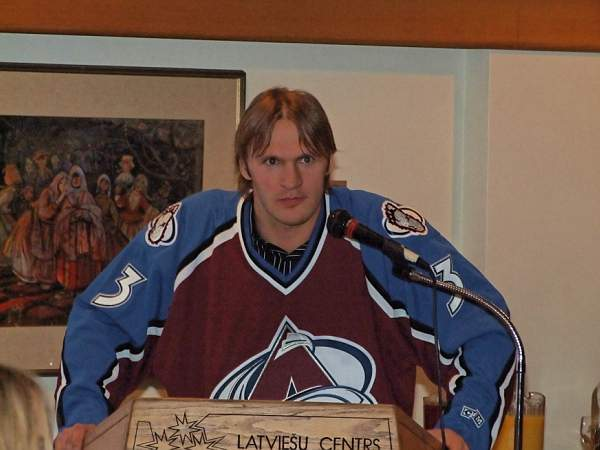
Kārlis Skrastiņš im Trikot der Colorado Avalanche

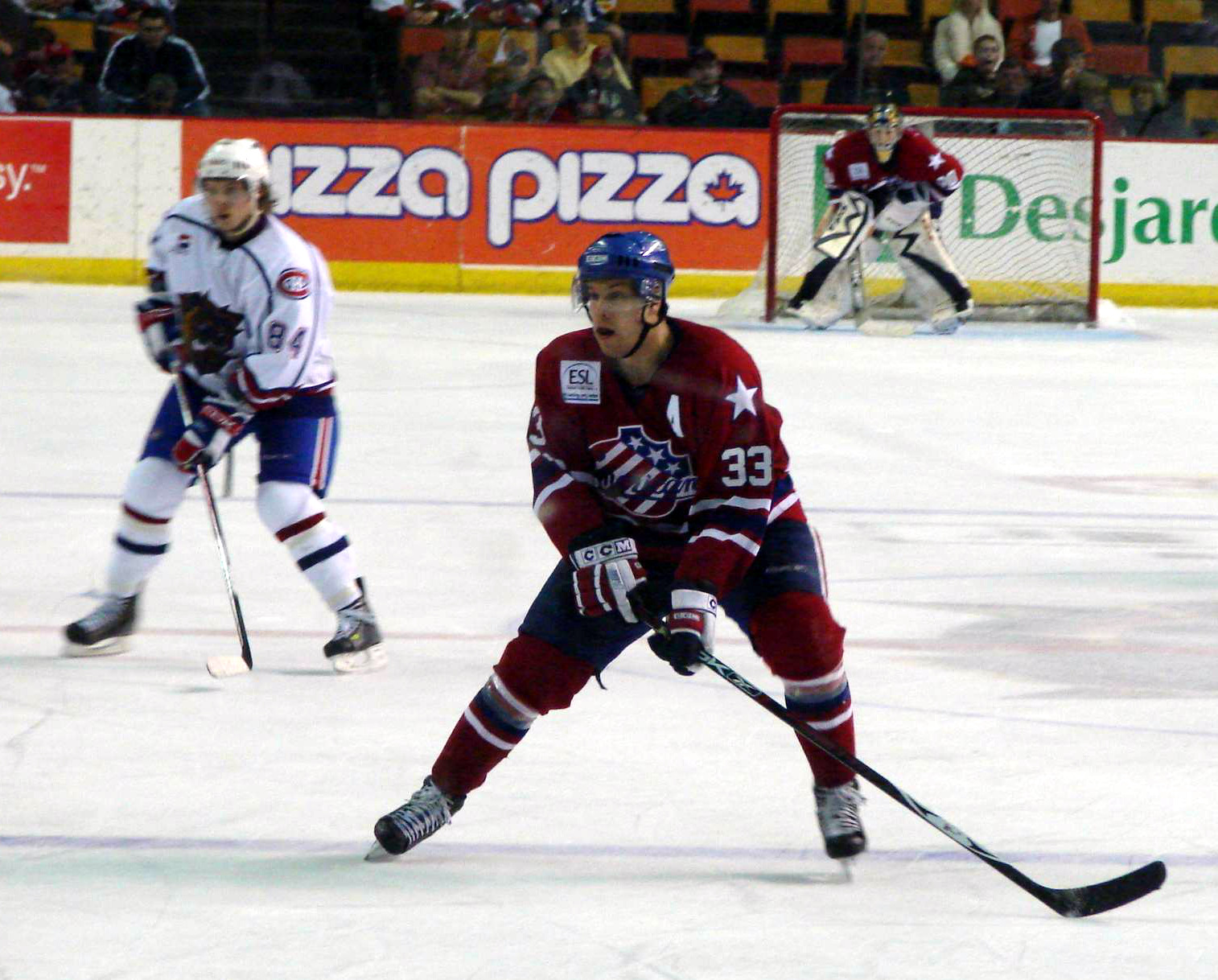
Jānis Sprukts im Trikot der Rochester Americans

Abkürzungen: Sp = Spiele, Pos = Position, T = Tore, A = Assists, Pkt = Punkte, PIM = Strafminuten; Fett: Bestwert; (Stand Saisonende 2018/19)
| Name                | Pos | Sp  | T  | A  | Pkt | PIM |
| ------------------- | --- | --- | -- | -- | --- | --- |
| Sandis Ozoliņš      | D   | 137 | 23 | 67 | 90  | 131 |
| Sergejs Žoltoks     | C   | 45  | 4  | 14 | 18  | 0   |
| Kārlis Skrastiņš    | D   | 20  | 0  | 3  | 3   | 12  |
| Ronalds Ķēniņš      | F   | 5   | 1  | 1  | 2   | 4   |
| Artūrs Irbe         | G   | 51  | 0  | 0  | 0   | 20  |
| Oskars Bārtulis     | D   | 7   | 0  | 0  | 0   | 4   |
| Pēteris Skudra      | G   | 3   | 0  | 0  | 0   | 0   |
| Kaspars Daugaviņš   | LW  | 7   | 0  | 0  | 0   | 2   |
| Kristers Gudļevskis | G   | 2   | 0  | 0  | 0   | 0   |
| Viktors Ignatjevs   | D   | 1   | 0  | 0  | 0   | 2   |
| Teodors Bļugers     | C   | 1   | 0  | 0  | 0   | 0   |
| Raitis Ivanāns      | LW  | 1   | 0  | 0  | 0   | 0   |